# ノヴォヴォロネジ第二原子力発電所
ノヴォヴォロネジ第二原子力発電所（ロシア語: Нововоронежская АЭС II [ 発音]）はロシア中部ヴォロネジ州ノヴォヴォロネジ近郊で建設中の原子力発電所で、同地にノヴォヴォロネジ原子力発電所がある。

## 歴史
2006年にロシア政府は2007年から2015年にかけて原子力発電所を増設する計画を策定した。この計画では、ノヴォヴォロネジ第二発電所に2基の原子炉を設置し、1号機を2012年、2号機を2013年から運転開始する予定であった。元々、ノヴォヴォロネジ第二原子力発電所の建設については1999年から議論が始まっていた。2007年6月20日には建設予定地の整地が始まり、2009年7月12日に起工式が行われた。

## 詳細

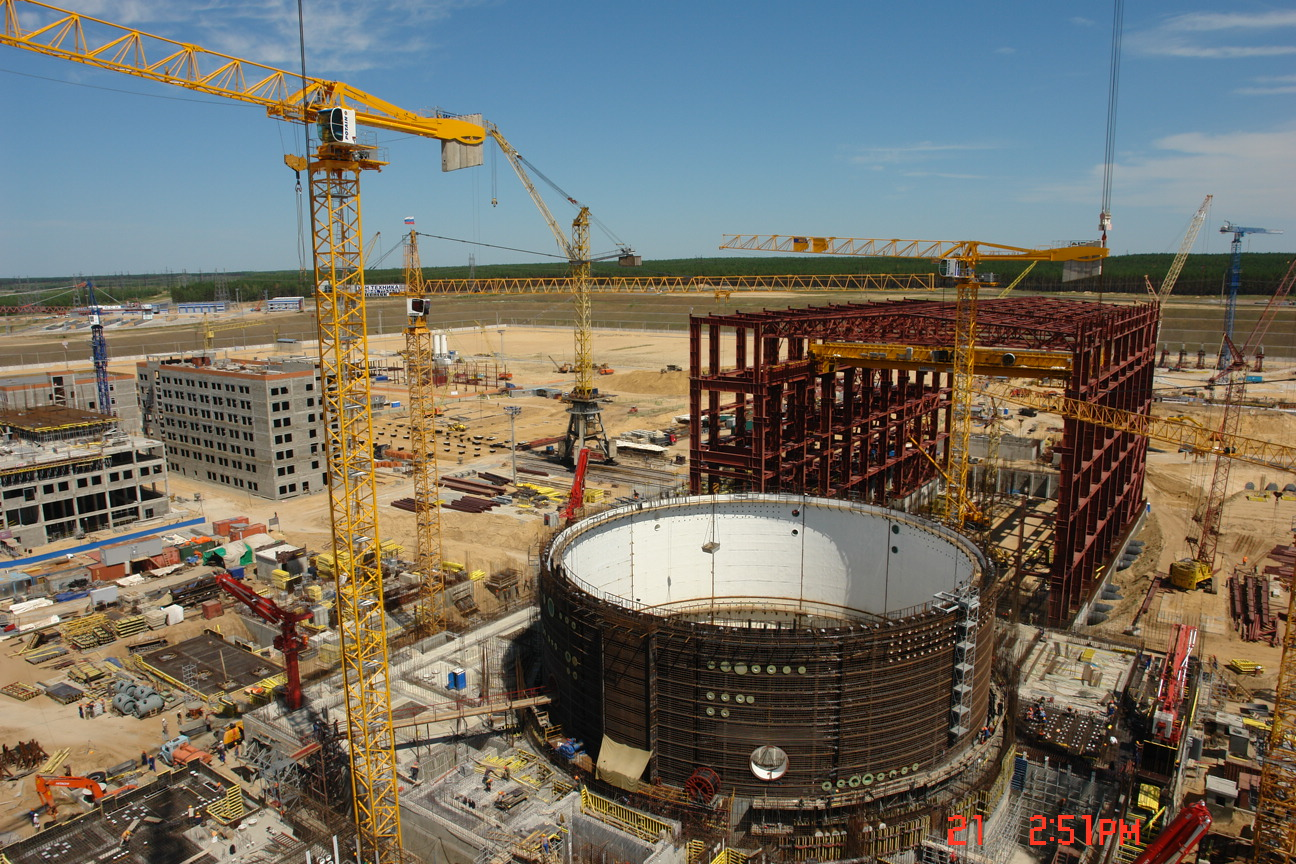
建設中の1号機（2010年夏）

ノヴォヴォロネジ第二原子力発電所には2-4基のVVER-1200/392M型原子炉が設置され、この形式の原子炉としては初の建設例である。当初計画では1号機は2012年、2号機は2013年に送電網同期する予定であった。建設費は110-130億ルーブルである。ノヴォヴォロネジ市は建設作業者のための住宅整備を行い、2008年初めには最初の2区画のアパートが完成した。
ノヴォヴォロネジ原子力発電所は周辺地域の電力網において大きな地位を占めており、当発電所の建設は非常に重要なものとなっている。両発電所からはヴォロネジ州だけでなくベルゴロド州、リペツク州、タンボフ州にも送電されている。

## 原子炉
ノヴォヴォロネジ第二原子力発電所には4基の原子炉が設置される予定である。
| 原子炉                  | 原子炉形式                | 正味 発電量 | 総発電量 | 建設開始      | 臨界          | 送電網同期   | 商用運転      | 停止 |
| ----------------------- | ------------------------- | ----------- | -------- | ------------- | ------------- | ------------ | ------------- | ---- |
| 1号機 Novovoronezh II-1 | VVER-1200/392M (AES-2006) | 1,114 MW    | 1,200 MW | 2008年6月24日 | 2016年5月20日 | 2016年8月5日 | 2017年2月27日 | —    |
| 2号機 Novovoronezh II-2 | VVER-1200/392M (AES-2006) | 1,114 MW    | 1,200 MW | 2009年7月12日 | 2019年3月22日 | 2019年5月1日 | 2019年11月1日 | —    |
| 3号機 Novovoronezh II-3 | VVER-1300/510 (AES-2010)  | 1,175 MW    | 1,255 MW | —             | —             | —            | —             | —    |
| 4号機 Novovoronezh II-4 | VVER-1300/510 (AES-2010)  | 1,175 MW    | 1,255 MW | —             | —             | —            | —             | —    |